# Bola de Berlim
La bola de Berlim (portugais) est un gâteau traditionnel similaire au Berliner allemand, dont la recette est arrivée au Portugal pendant la Seconde Guerre mondiale et qui a connu un succès immédiat. Comme la pâtisserie allemande, il est saupoudré de sucre, mais alors que le Berliner  est garni de gelées principalement rouges (fraise, framboise, etc.), la bola de Berlim  est garnie d'une crème pâtissière (doce de ovos (portugais) ), par un coup de côté, étant toujours visible. Aujourd'hui, avec la vente exponentielle de ce produit, les saveurs de la garniture ont également évolué.
Les bolas de berlim sont frites avant d'être farcies avec la crème pâtissière. Leurs homologues allemands ont un diamètre légèrement inférieur et sont généralement saupoudrés de sucre en poudre.
Au Portugal, il est possible de trouver des Bolas de berlim dans la plupart des boulangeries. Ils sont beaucoup consommés sur les plages du nord au sud du pays pendant l'été.
Au Brésil, on appelle les bolas de Berlim des sonhos et ils sont également très consommés dans le pays. Leur commercialisation a commencé dans les années 1920 dans les boulangeries de São Paulo avec l'utilisation des restes de pâte à pain. Ils sont présentés farcis, généralement avec de la crème pâtissière ou de la confiture de lait.
Dans d'autres pays, il y a également d'autres appellations pour des gâteaux qui sont identiques aux bolas de Berlim. En France, on les appelle les Boules de Berlin. Aux Etats-Unis, on les appelle les Bismarcks. En Finlande, on les appelle Hillomunkkil, entre autres.  